# Buenas noches (programa de televisión chileno)
Buenas Noches fue un Late Show chileno producido y transmitido por Canal 13. Fue estrenado el 3 de abril de 2014 y es conducido por Eduardo Fuentes. El formato proviene del programa estadounidense del mismo nombre, Good Night (Buenas Noches). Chile es el 3° país en adaptarlo.

## Formato
Es un Late Show en el cual invitan a famosos de la televisión chilena para entrevistarlos y saber de su infancia, adolescencia, ámbito amoroso y laboral. Todo esto se realiza por medio de conversaciones divertidas, y amenizadas por monólogos de Daniel Alcaíno.

## Invitados
- Iván Zamorano
- / Américo
- Kike Morandé
- Álvaro Salas
- Martín Cárcamo
- Diana Bolocco
- Luis Jara
- Koke Santa Ana
- Leo Caprile
- Carla Ballero
- Roberto Farías
- Fernanda Urrejola
- Iván Arenas
- Álvaro Gómez
- Leo Rey
- Jhendelyn Núñez
- Sergio Dalma
- Claudio Palma
- Aldo Schiappacasse
- Marlen Olivari
- Claudio Reyes
- Christopher Lloyd
- José Luis "Junior Playboy" Concha
- Macarena Venegas
- Cristina Tocco
- Mauricio Flores
- Julio González
- Sergio Lagos
- Arturo Walden "Kiwi"
- Larissa Riquelme
- Cristián Pérez
- Natalia Valdebenito
- Nicolás Poblete
- Rocío Marengo
- Carlos Pinto
- Javiera Icaza
- Andrea Hoffman
- José Alfredo Fuentes
- Bebe
- Jordi Castell
- Katherine Orellana